# Card Verification Code

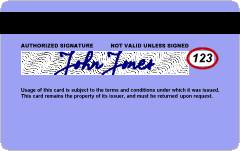
De CVC-code

De CVC (Card Verification Code), ook wel verificatiecode genoemd, is een code die meestal op de achterkant van de creditcard is te vinden. De code is bedoeld als middel tegen kredietkaartfraude. Het gaat bij de meeste kaarten telkens om de laatste 3 cijfers van een langere reeks cijfers (indien meer cijfers aanwezig zijn). 
Bij American Express-kaarten bestaat de code uit vier cijfers en bevindt de code zich op de voorkant. 
Andere voorkomende benamingen voor deze code zijn ‘CSC’ (Card Security Code) en ‘CVV’ (Card Verification Value).